# Völkerrechtskommission

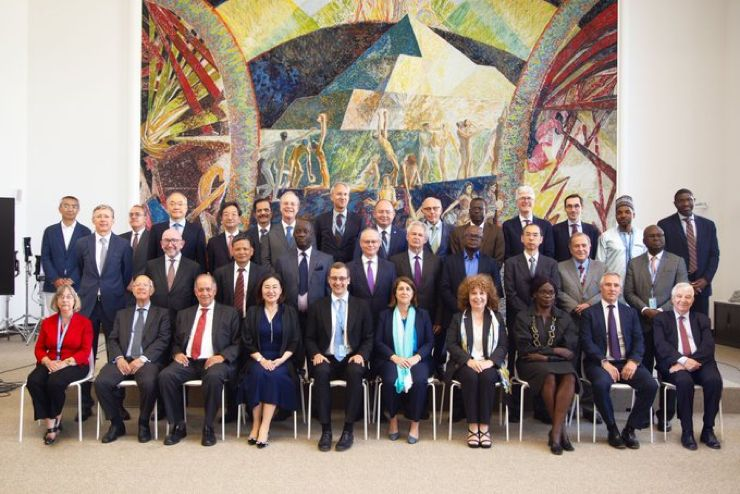
Mitglieder der Völkerrechtskommission für die Periode 2023–2027 in Genf.

Die Völkerrechtskommission (engl. International Law Commission, ILC; franz. commission du droit international, CDI) ist ein Nebenorgan der Vereinten Nationen, welches sich mit der Weiterentwicklung und Kodifizierung des Völkerrechts beschäftigt. Sie besteht aus 34 Rechtsgelehrten, die für herausragende Kenntnis und Ansehen im Völkerrecht von der Generalversammlung berufen wurden.

## Aufgaben
Die Kommission wurde 1947 von der UN-Generalversammlung zur Weiterentwicklung und Kodifizierung des Völkerrechts eingesetzt. Vorwiegend ist sie mit der Ausarbeitung von Konventionsentwürfen befasst. Viele dieser Entwürfe gehören heute zu den Fundamenten des Völkerrechts und bilden die Arbeitsgrundlage der meisten Menschenrechtsorganisationen und weiterer Neben- und Sonderorgane der UNO.
Gemäß Art. 38 seines Statuts zieht der Internationale Gerichtshof „die Lehren der anerkanntesten Autoren der verschiedenen Völker“ als Hilfsmittel zur Auslegung der im Einzelfall entscheidungserheblichen Rechtsnormen heran. Dazu zählen auch die Ausarbeitungen der ILC.
Der Kommission gehören 34 unabhängige Rechtsexperten an. Sie werden jeweils für die Dauer von 5 Jahren gewählt und repräsentieren die wichtigsten Rechtssysteme der Welt.
Die von der Kommission verfassten Berichte und Entwürfe werden zum Teil von ihr selbst ausgewählt. Die meisten Themen werden aber von der Generalversammlung oder vom UN-Wirtschafts- und Sozialrat an sie herangetragen.
Die Arbeit der Kommission erstreckt sich auf nahezu alle internationalen Rechtsfragen, wie etwa zur staatlichen Souveränität, den Menschenrechten, diplomatischen und konsularischen Beziehungen, wirtschaftlichen Beziehungen, dem Vertragsrecht, dem Seerecht und dem internationalen Strafrecht.
Zurzeit befasst sich die Kommission, unter anderem, mit den Allgemeinen Grundsätzen des Völkerrechts (siehe auch Art. 38 Abs. 1 lit. c IGH-Statut), unverbindlichen völkerrechtlichen Absprachen und sekundären Auslegungsmethoden des Völkerrechts.

## Mitglieder
Bisherige deutschsprachige Mitglieder der ILC waren bzw. sind:
| Alfred Verdross     | Österreich                      | 1957–1966 |
| Stephan Verosta     | Österreich                      | 1977–1981 |
| Christian Tomuschat | Bundesrepublik Deutschland      | 1985–1996 |
| Bernhard Graefrath  | Deutsche Demokratische Republik | 1987–1991 |
| Gerhard Hafner      | Österreich                      | 1997–2001 |
| Bruno Simma         | Deutschland                     | 1997–2002 |
| Lucius Caflisch     | Schweiz                         | 2007–2016 |
| Georg Nolte         | Deutschland                     | 2007–2021 |
| August Reinisch     | Österreich                      | seit 2017 |

## Bedeutende Ausarbeitungen
Die Arbeit der Völkerrechtskommission hat zur Schaffung einer Reihe von Verträgen, Deklarationen und anderen Werken geführt, die für die gegenwärtige internationale Rechtsordnung von zentraler Bedeutung sind, wie zum Beispiel:
Verträge und Konventionen:
- Wiener Übereinkommen über diplomatische Beziehungen, 1961
- Wiener Übereinkommen über konsularische Beziehungen, 1963
- Genfer Seerechtskonventionen, 1962–1964
- Wiener Übereinkommen über das Recht der Verträge, 1969
- Wiener Übereinkommen über das Recht der Verträge zwischen Staaten und internationalen Organisationen oder zwischen internationalen Organisationen, 1986
- Römisches Statut des Internationalen Strafgerichtshofs, 1998

Artikelentwürfe:
- Artikelentwürfe über die Verantwortlichkeit von Staaten für völkerrechtswidriges Handeln, 2001

Deklarationen und Resolutionen:
- Erklärung über freundschaftliche Beziehungen und Zusammenarbeit der Staaten, 1977